# Кирджалійська область
Область Кирджалі (Кирджалійська область; болг. област Кърджали) — область в Південно-центральному регіоні, південна Болгарія.

## Географія
Межує на півдні з Грецією.

## Адміністративний поділ
- Ардино (община)d